# Кононенко Василь Андрійович
Васи́ль Андрі́йович Кононе́нко (16 березня, 1929, с. Германівка (тоді Красне-2), Обухівського району) — український графік та живописець, лауреат Шевченківської премії 1990 року — разом з С. А. Захаровою, Л. І. Ільченко, Л. Є. Махновцем, В. І. Юрчишиним — за підготовку і випуск видання «Літопис руський».

## Біографія
1961 року закінчив поліграфічний інститут ім. І. Федорова.
В 1961—1992 роках — художник, згодом художній редактор видавництва «Мистецтво», по тому — завідувач експериментальної редакції видавництва «Дніпро».
Серед його творів:
- художнє редагування видань: «Твори» Т Шевченка, томи 1—5, 1978—79, 1984—85 роки,
- «Кобзар» Т. Шевченка — 1980, 1982, 1983—1986 роки,
- «Сонети» I. Франка — 1984,
- «Революція іде» П. Тичини — 1987,
- серійних видань «Вершини світового письменства» — 1960—1990,
- «Мудрість народна» — 1969—1991,
- «Райдуга» — 1986—1988.
- художнє редагування і макет «Літопису руського» — 1989.